# Claude Michallon
Claude Michallon est un sculpteur français, né à Lyon en janvier 1752 et mort à Paris le 17 septembre 1799.
Claude Michallon est le fils de Jean Michallon, maître et marchand fondeur et de Marguerite Bourget.

## Biographie

### Sa formation
Ayant développé un goût pour la sculpture dès l'enfance, Claude Michallon étudie d'abord le dessin à l'École gratuite de Dessin de Lyon auprès du sculpteur Antoine-Michel Perrache (1726-1799). En 1774, Claude Michallon est ensuite envoyé à Paris pour étudier la sculpture à l'École des Beaux-Arts de Paris, il y devient l'élève de Charles-Antoine Bridan  (1730-1805) puis de Guillaume Coustou (le fils) qui l'emploie pour réaliser des mascarons du Palais du Louvre.
Il concourt pour le premier prix de l'Académie royale de peinture et de sculpture de 1779 à 1784 sans le remporter mais c'est en 1785 qu'il gagne le grand prix de sculpture avec un bas relief représentant Brutus condamne ses fils à mort. Il part alors à l'Académie de France à Rome où il reste six années, jusqu'en 1791. Son séjour à l'Académie fut mouvementé, en effet l'Académie accueille un grand nombre d'artistes français, cependant il est de plus en plus difficile d'entretenir financièrement tous les élèves, ces derniers sont parfois livrés à eux-mêmes. De plus, le gouvernement pontifical n'apprécie pas la présence des artistes français à Rome car il découvre en décembre 1789 l'existence d'une loge maçonnique, celle de la "Réunion des amis sincères". Cette loge attire l'attention sur les artistes français, même ceux qui n'en font pas partie comme Claude Michallon. Ce dernier reste à Rome jusqu'en 1791 sans être inquiété mais il décide tout de même de partir pour Florence et quitte définitivement l'Italie en 1793.

### Son œuvre
Revenu à Paris, il reçoit des commandes de statues colossales pour les fêtes nationales et remporte plusieurs prix décernés par le Comité d'Instruction Publique. Il concourt pour plusieurs projets d'embellissement de la ville de Paris, il remporte d'ailleurs le prix du concours avec un plan pour le terre-plain du Pont Neuf, il modèle un colosse nu qui devait être fondu en bronze mais n'a jamais été réalisé. Il a aussi réalisé pour le palais où siégeait le Conseil des Cinq-Cents une statue en pied de Caton d'Utique au moment où il délibère pour se donner la mort.
Claude Michallon présente son groupe en marbre d'Aconce et Cydippe au Salon de 1793 à Paris, lors de cette même année il participe à des aménagements muséographiques au sein du Muséum central des Arts de la République, aujourd'hui le Musée du Louvre. Il est chargé de monter six griffons en carton doré sur le support en bois de la Grande table de brèche violette se trouvant dans la Galerie d'Apollon. En 1794, il remporte à nouveau un concours institué par le Comité de Salut Public pour une Figure allégorique du Peuple. À partir de 1796, il réalise des bustes pour le Musée des Monuments français commandés par son conservateur Alexandre Lenoir (1761-1839). Nous ne savons pas si Claude Michallon a pu réaliser la totalité des commandes mais Alexandre Lenoir lui commande six bustes d'artistes ou d'érudits français qui ont marqué l'histoire de France. Le buste de Johann Joachim Winckelmann a été commandé par Alexandre Lenoir en 1797 mais Claude Michallon meurt en 1799, la tâche est alors confiée au sculpteur Louis Pierre Deseine.
Il réalise également divers modèles de pendules qui rencontrent un certain succès, entre autres, l’Amour et Psychée, qui a servi à la création de la Grande pendule d'époque Empire du XIXe siècle, réalisé par Pierre Philippe Thomire.

### Sa vie

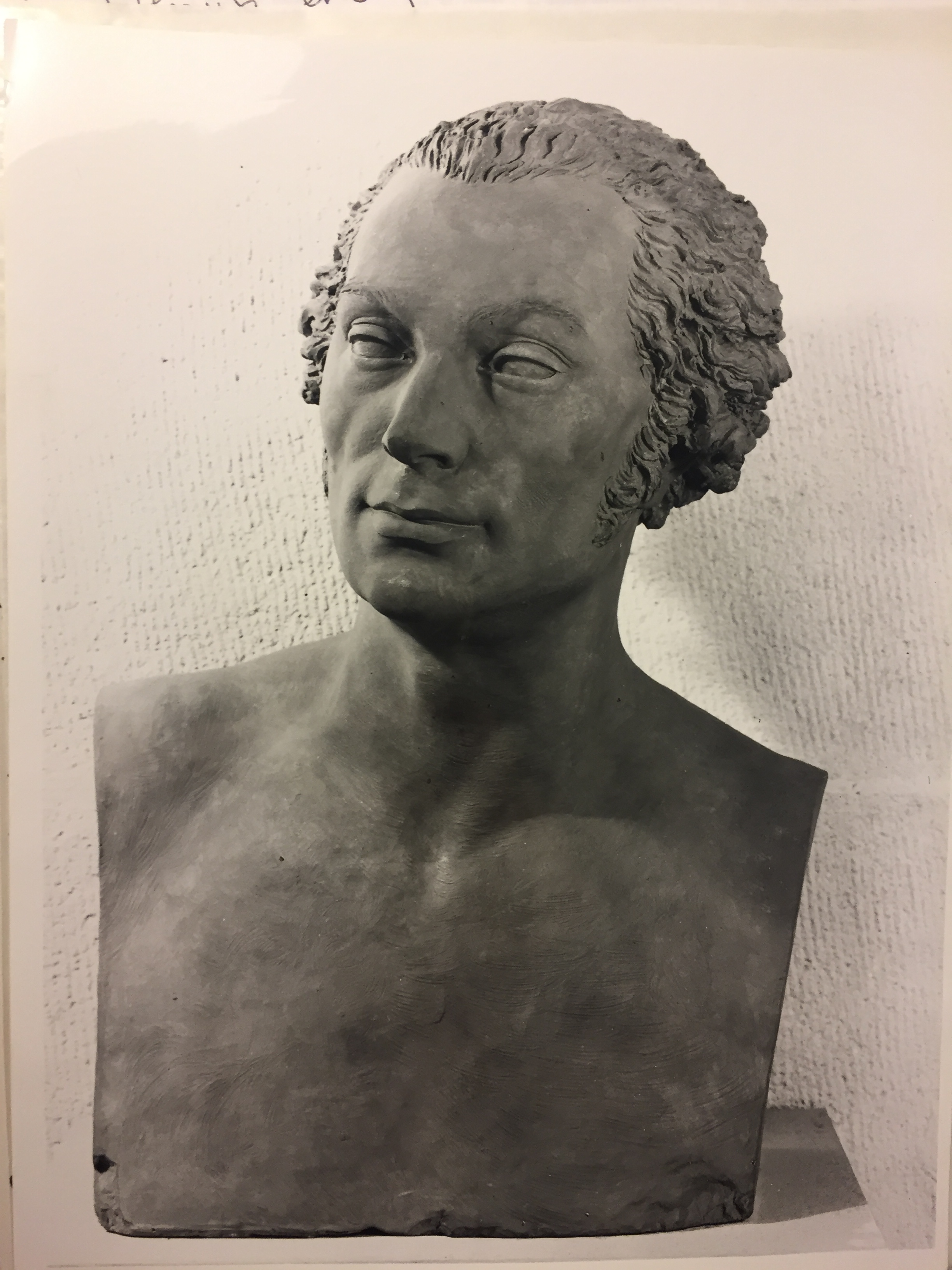
Buste en terre cuite de Claude Michallon, Alexandre Lenoir, entre 1797 et 1798.

Lors de son séjour à l’Académie de France à Rome, il se lie d’amitié avec plusieurs artistes comme les peintres Philippe Auguste Hennequin et Jean-Germain Drouais, Michallon sera d’ailleurs chargé d’effectuer une stèle funéraire en mémoire de Jean-Germain Drouais après sa mort en 1788 dans l'église Santa Maria in Via Lata de Rome. Le monument représente la Peinture, la Sculpture et l'Architecture déplorant la mort prématurée de Drouais et la Peinture traçant le nom de Drouais sur une pyramide. Cette stèle sera un modèle pour les monuments funéraires ultérieurs du néoclassicisme et permettra le développement de la renommée posthume du peintre mort à l’âge de 24 ans. Cette stèle devient rapidement célèbre en France, Claude Michallon donne même le plâtre modèle de la stèle à Alexandre Lenoir en 1796 pour son Musée des Monuments français, il l’y expose. Alexandre Lenoir devient également son ami, il lui rend d’ailleurs hommage en sculptant un buste à son effigie entre 1797-1798.
Claude Michallon est aussi un artiste engagé, entre 1792 et 1799, l'Italie tombe peu à peu sous l'influence de la France, la Campagne d'Italie qui a lieu entre 1796 et 1797 assoit complètement son pouvoir. Lors de ces événements, la France souhaite ramener d'Italie des œuvres originales. Michallon se place en défaveur de ces enlèvements, le 20 août 1796 dans le Journal de Paris il déclare avoir adhérer à la proposition faite par le graveur Jean-Michel Moreau, de laisser les œuvres originales sur place en Italie et d'en exécuter des copies pour la France. Il signe également une protestation d'artistes contre l’enlèvement de ces œuvres italiennes.
Il se maria en 1797 avec Marie-Madeleine Cuvillon et il eut avec elle un fils, Achille Etna Michallon (1796-1822), un célèbre peintre du début du XIXe siècle. Claude Michallon meurt en 1799 à Paris en tombant d'un échafaudage alors qu'il travaillait à la décoration du Théâtre Français.

### Œuvres
- Lyon : Stèle funéraire du mausolée de Jean-Germain Drouais, Les Arts réunis écrivant le nom de Drouais sur son tombeau, Musée des Beaux-Arts de Lyon
- Versailles : 
  - Buste en marbre de Jean Goujon, exécuté avec Francis Guillaume, Château de Versailles
  - Buste de Nicolas-Claude Fabri de Peiresc, Château de Versailles
- Rome : Junon[11]
- non localisées :
  - Brutus condamnant ses fils à mort, 1785..
  - Aconce et Cydippe présenté au Salon de 1793.
  - Les six bustes commandés par Alexandre Lenoir entre 1796-1798 :
    - Nicolas-Claude Fabri de Peiresc
    - Michel Montaigne
    - Jean-Jacques Rousseau
    - Guillaume-Thomas Raynal,
    - Sébastien-Roch Nicolas de Chamfort
    - Johann Joachim Winckelmann
- Caton d'Utique, Palais du Conseil des Cinq-Cents.
- Psyché couronnant l'Amour, modèle de la pendule de Pierre Philippe Thomire.